# Circuito Banco BRB/Engie de Tênis Profissional – Engie Open 2024
Die Circuito Banco BRB/Engie de Tênis Profissional – Engie Open 2024 waren ein Tennisturnier der ITF Women’s World Tennis Tour 2024 für Damen und ein Tennisturnier der ATP Challenger Tour 2024 für Herren in Florianópolis. Die Turniere fanden parallel vom 1. bis 7. April 2024 statt.